# Poecilarctia
Poecilarctia är ett släkte av fjärilar. Poecilarctia ingår i familjen björnspinnare.
Kladogram enligt Catalogue of Life:
| Poecilarctia | \| \| Poecilarctia rubricosta \| \| \| \| \| \| Poecilarctia venata \| \| \| \| |
|              | \| \| Poecilarctia rubricosta \| \| \| \| \| \| Poecilarctia venata \| \| \| \| |
|              | Poecilarctia rubricosta                                                         |
|              |                                                                                 |
|              | Poecilarctia venata                                                             |
|              |                                                                                 |